# Parapsicephalus
Parapsicephalus (nombre que significa "detrás del arco de la cabeza") fue un género de pterosaurio ranforrincoide de principios del Toarciano (Jurásico Inferior) hallado en el Esquisto Alum de Whitby, Yorkshire, Inglaterra. Es conocido de un cráneo parcial que carece del hocico, pero incluye un detallado molde del cerebro. A pesar de esto, es un género mal conocido.
Fue recolectado por el reverendo D.W. Purdon en la década de 1880, quien es honrado por ello en el nombre de la especie, y fue descrito originalmente por Edward Tulley Newton, quien lo nombró como una especie de Scaphognathus, S. purdoni. Fue reconocido como un género distinto sólo varios años después, en 1919 por Gustav von Arthaber, aunque en 2003 David Unwin lo hizo sinónimo con Dorygnathus, lo que repitió en una reciente publicación popular. Se considera que era un miembro de los ranforrínquidos, de que era un representante de tamaño medio (la envergadura estimada es de cerca de un 1 metro), aunque una estimación de 2013 sugiere una envergadura de cerca de 2 metros.